# Langdon (Kent)
Pour les articles homonymes, voir Langdon.
Langdon est une paroisse civile du Kent, en Angleterre.